# Plaine de la Mésorée
La plaine de la Mésorée ou  la Mésorée (en grec moderne: Μεσαορία, en turc: Mesarya Ovası) 
est une vaste plaine alluviale et fertile située dans la partie nord de Chypre (essentiellement sur le territoire de la république turque de Chypre du Nord). Elle s’étire de la baie de Morphou à l'ouest, à celle de Famagouste à l'est. Elle se situe entre la chaîne de Kyrenia  ou Pentadactylos au nord et le massif du Troodos au sud. Cette situation au milieu des montagnes lui vaut son nom (en grec Μεσαορία, mesa au milieu et ori montagnes).
Elle est arrosée par la rivière Pedieos au bord de laquelle se trouve la capitale de l'île, Nicosie.
C'est également le cœur agricole de Chypre, où poussent les cultures de blé, pommes de terre, agrumes et légumes.